# Кацута, Киётака
Киётака Кацута (яп. 勝田 清孝 Кацута Киётака, 29 августа 1948 — 30 ноября 2000) — японский убийца, вор и грабитель.

## Биография
До задержания Кацута совершил ряд убийств и ограбил несколько домов. Точное число совершенных им убийств неизвестно. Своих жертв он душил и расстреливал. 27 октября 1972 года он сбил машиной полицейского и забрал его пистолет. 31 октября при неудачной попытке совершения вооружённого ограбления, он не смог убить человека. 1 ноября он ранил человека, но тот выжил. Кацута постоянно ускользал от ареста по причине того, что был вооружен. 31 января 1983 года он был арестован при вооруженном нападении на человека.
Было известно только о 7 убийствах, которые он совершил, в восьмом убийстве признался сам Кацута. Предположительно, он убил около 22 человек, однако, был обвинен только в 8 убийствах. Полиция подозревала, что некоторых своих жертв Кацута перед убийством насиловал, но данный факт остается бездоказательным. В тюрьме он познакомился с христианкой, которая была известна под псевдонимом Юко Курусу. Кацута изменил своё имя на Киётака Фудзивара. 17 января 1994 года верховный суд, впервые в истории Японии, приговорил его к двум смертным приговорам. Первый приговор был за 7 убийств в период между 1972—1980 гг, а второй за убийство человека из пистолета в 1982 году. Кацута был повешен 30 ноября 2000 года.